# Tonny Lindberg
Rolf Tonny Lindberg, conosciuto come  Tonny Lindberg (Stoccolma, 5 dicembre 1944 – Järfälla, 16 giugno 2019), è stato un cantante e chitarrista svedese.

## Biografia
Nativo del quartiere di Bromma, iniziò la propria carriera nel 1962 entrando nei The Violents, gruppo beat con il quale parteciperà a due film e alla realizzazione di un album. Dopo lo scioglimento del gruppo, nel 1967, entrò nel progetto solista di Ola Håkansson (ex cantante degli Ola & The Janglers) Ola, Frukt & Flingor con il quale incise quattro album tra il 1972 e il 1976.
Nel 1979 fu nuovamente contattato da Håkansson per entrare nei Secret Service, gruppo in cui vi militò fino al 1985.

## Discografia

### The Violents
- 1962 - Darling Nelly Grey

### Ola, Frukt & Flingor
- 1972 - Drömmens Dag
- 1974 - Från Tryckare Till Shake
- 1976 - 3
- 1976 - O.F.F.

## Filmografia
- 1963 - Åsa-Nisse och tjocka släkten
- 1967 - Drra på - kul grej på väg till Götet